# Maurice Noualhier
Martial Jean Maurice Noualhier (ur. 1860 w La Borie, zm. 7 kwietnia 1898 w Arcachon) – francuski entomolog, specjalizujący się w hemipterologii.
Noualhier był słabego zdrowia. Odbywał wyprawy entomologiczne do Szwajcarii, Algierii i Maroka. Mieszkał też przez pewien czas na Wyspach Kanaryjskich. Od 1882 roku był członkiem Société Entomologique de France. Zmarł przedwcześnie, w wieku 37 lat.
Specjalizował się w pluskwiakach, zwłaszcza w wodnych pluskwiakach różnoskrzydłych. Opisał ponad 50 nowych dla nauki gatunków. Zgromadził obfity zbiór, także przez odkupienie zbioru Luciena Lethierry. Kolekcja Noualhiera od 1989 roku zdeponowana jest w Muzeum Historii Naturalnej w Paryżu.
Na jego cześć nazwano m.in. rodzaje Noualhieria, Noualhierella i Noualhierana.